# Фатема Мерниси
Фатема (или Фатима) Мерниси (арапски: فاطمة مرنيسي‎; 1940 – 30. новембар 2015) била је мароканска феминистичка списатељица и социолог. Након тешког детињства проведеног у традиционалној харемској изолацији у родном Мароку, Мерниси бива подстакнута и инспирисана потлаченошћу жена у муслиманском свету и конзервативним ставовима верских догми и учења. Постаје једна од највећих поборница за женска права и слободе и као академик бива призната и уважавана широм света. Преминула је у болници у Рабату 30. новембра 2015. године.

## Биографија
Мерниси је рођена у земљорадничкој породици средњег слоја у Фесу 1940. године. Иако је одрасла у донекле привилегованом окружењу, заштићена од сиромаштва које су многи њени вршњаци проживљавали, Фатемино детињство је пролазило у оквиру ограниченог харемског живота. Као млада девојка, Мерниси је живела у формалном харему у свом дому у Фесу, као и у сеоском харему, који је припадао баки са мајчине стране. За разлику од западних схватања једне такве заједнице, као места блуда и задовољстава за мушкарце, Мерниси је подигнута у харему традиционалног духа, где су са њом живеле даље рођаке и који је био замишљен као место где ће бити заштићене од осталих мушкараца и јавних сфера. Након једног таквог периода, испуњеног ограничењима, тугом и жељом за слободом Фатема је постала свесна фрустрирајуће изолације у којој је егзистирала и осетила је да међу женама којима је окружена постоји осећај конекције за заједничке патње и за међусобну солидарност. Тема харемског живота и дискриминација жена у исламским земљама постају главне теме њене научне социолошке делатности. 
Стекла је основно образовање у Куранским школама, док је више образовање стекла у женској школи, основаној од стране Француског протектората. 1957. године студирала је Политичке науке на Сорбони у Паризу и на Универзитет Брандејс у Сједињеним Америчким Државама одлази на докторске студије, након што је добила стипендију. Након што је докторирала, враћа се у Мароко на Универзитет Мухамеда Петог у Рабату и предавала је у периоду између 1974. и 1981. социолошке предмете као што су методологија, породична социологија и психосоциологија. Такође је радила као гостујући професор на Универзитету Харвард и на Универзитету Калифорније (Берклију). Међународно позната је постала као исламска феминисткиња.
Мерниси се интензивно бавила Исламом и женском улогом у исламским државама, анализирајући историјски развој исламског учења и његове модерне манифестације. Кроз детаљно истраживање природе Мухамедовог наслеђа, она отворено сумња у валидност хадиса (казивања и традиције које му се приписују) и, поред тога, у потлаченост жена коју она види у Исламу, али не и у Курану.  Обимно је писала о животу унутар харема и о сексуалном полу у јавним и приватним сферама. Допринела је комадом "Ћерка трговца и суптанов син" антологији Сестринство је глобално: Међународни женски покрет антологије (1984), који је издат од стране Робин Морган.
Највише се бавила социолошким темама, боравећи у Мароку. Неколико пута у касним седамдесетим и раним осамдесетим годинама прошлог века, спроводила је интервјуе са циљем да прадстави ставове о женама који су тада преовладавали. Такође се бавила социолошким истраживањима за УНЕСКО, Међународну организацију рада, као и за тадашњу мароканску власт. У исто време, Мерниси је допринела периодикама и другим публикацијама, пишући чланке о женама у Мароку и Исламу са савремене, као и са историјске тачке гледишта.
Године 2003., Мерниси је награђена Наградом Принца од Астурије заједно са Сузан Зонтаг.
Фатема је била предавач на Универзитету Мухамеда Петог у Рабату и академик- истраживач на универзитетском Институту за научна истраживања. Преминула је у Рабату 30. новембра 2015. године.

## Заоставштина
Њена прва монографија "Под велом", објављена је 1975. године. Поновно издање је објављено у Великој Британији 1985. године и у САД 1987. "''Под велом''" је постао класик, нарочито у пољу антропологије и социологије жена у арапском свету, на Медитерану и у муслиманским заједницама. Њена најпознатија књига "''Вео и мушка елита: феминистичка интерпретација Ислама''", је квази-историјска студија улога Мухамедових жена. Први пут је објављена на на француском језику 1987, а преведена је на енлески језик 1991. године. За "''Борећи се са свакодневном битком: Интервјуи са мароканским женама''" (1991), разговарала је са радницама, сеоским женама, видовњакињама, служавкама, женама- интелектуалцима, и на основу тога написала је књигу, која ју је још више уздигла као аутора и социолога. 1994. године објавила је своје мемоаре "''Снови греха: Бајке о харемском девојаштву''" (У САД-у је књига оригинално названа "''Унутар харема: Бајке о мароканском девојаштву''".). 
У делу "Под велом" испитује разлике између западних и традиционалних муслиманских концепција женске сексуалности и пола. За разлику од традиционалних западних ставова о женама као инфериорним и пасивним, Мерниси тврди да многи муслимански учењаци и историчари приказују жене као активне и као да поседују одређену сексуалну агресивност. Она тврди да су ношење вела и домаћа изолација настали из жеље за контролисањем потенцијалне претње по друштвени поредак од стране непознате, мистичне женске сексуалности. 
Дајући све од себе да уздигне виталну улогу жена у раном исламском свету, Мерниси дефинише и описује велики број истакнутих краљица, супруга и мајки од осмог века нове ере, па све до данашњих дана у делу "''Заборављене краљице Ислама''". Још више бива подстакнута својим идејама када је Беназир Буто, одабрана на изборима у Пакистану 1988. за Премијера државе. То је био први пут у историји да жена буде један од главних лидера неке постколонијалне муслиманске државе. Тада је Фатема документовала живот ове веома значајне особе и чврсто се залагала против становишта да муслиманске жене никада нису играле важнију политичку улогу. Поред тога, она сматра да је историја о женској политичкој партиципацији од стране Муслимана и западног света подједнако занемарена. Међутим, за прве кораке ка побољшању те ситуације, муслимански свет се мора заиста окренути демократији и мора преиспитати своје вредности и перспективну делатност. Мерниси сматра да се то мора започети деконструкцијом муслиманских митова и верских догми, као и искорењивањем верског фундаментализма.

## Критике
Најпознатија Фатемина објављена књига јесте "Под велом" и она се сматра пионирским радом који је отворио пут за феминистичке ставове у исламу и за дискусију о женским правима у муслиманским заједницама.
Дело "Вео и мушка елита" је попримило помешане критике, за ралику од претходних аналитичких радова. Једна група критичара ју је хвалила за пажљиво ишчитана дела исламских принципијелних текстова и њихову правилну анализу и примену, док јој је друга група замерала на објективној слици Мухамедових ставова, погледа и понашања према женама. За разлику од њених историјских и аналитичких радова, Фатемини мемоари "Снови греха" су привукли велику светску пажњу и кроз њене живе портрете харемског живота и потлачености жена у арапском свету, највише су до изражаја дошли њено комплексно разумевање исламских ставова и дубоко укорењених феминистичких убеђења.

## Цитати Фатеме Мерниси
- "Да сам се родила две године раније, не би ми било дозвољено да идем у школу и образујем се. Родила сам се у право време."
- "Лепота је у кожи. Чувај је, опери је, стави парфем и обуци најбољу одећу коју имаш, чак и када нема посебне прилике. Осећећеш се попут краљице. Кожа је политичка. И зашто би нам имам наредио да је сакривамо?"
- "Бити залеђен у пасивној позицији објекта чија егзистенција зависи од поседниковог ока, претвара образовану модерну жену са Запада у харемску робињу."
- "Љуте жене су таоци свог беса. Не могу му се одупрети, нити побећи, нити саме себе ослободити."

## Књиге
- 1975: Beyond the Veil: Male-Female Dynamics in a Muslim Society. Saqi Books. 2011. ISBN 978-0-86356-412-3.. revised ed. 1985, 1987, reprinted London.
- Dreams of Trespass: Tales of a Harem Girlhood. New York: Perseus Books. 1995. ISBN 978-0-201-48937-8.
- 1983: Le Maroc raconté par ses femmes.
- 1984: L’amour dans les pays musulmans
- 1985: Femmes du Gharb
- 1987: Le harem politique – Le Prophète et les femmes , trans (1992). The Veil and the Male Elite: A Feminist Interpretation of Islam. New York: Basic Books. ISBN 978-0-201-63221-7.
- 1988: Shahrazad n’est pas marocaine
- 1990: Sultanes oubliées – Femmes chefs d’Etat en Islam (trans. 1993: Forgotten Queens of Islam)
- 1992: La Peur-Modernité
- 1993: Women’s Rebellion and Islamic Memory
- 1994: The Harem Within (retitled Dreams of Trespass – Tales of a Harem Girlhood )
- 1997: Les Aït-Débrouille
- 1998: Etes-vous vacciné contre le Harem?
- 2001: Scheherazade Goes West. New York: Washington Square Press. 2001. ISBN 978-0-7434-1243-8.
- 2002: Islam and Democracy: Fear of the Modern World. New York: Basic Books. 2002. ISBN 978-0-7382-0745-2.
- 2009: Les Femmes Du Maroc. Brooklyn: powerHouse Books. 2009. ISBN 978-1-57687-491-2.

edited by Mernissi:
- Doing Daily Battle: Interviews with Moroccan Women . Translated by Mary Jo Lakeland. New Brunswick, N.J., 1988.